# Cloruro de bencetonio
El cloruro de bencetonio, conocido también como hyamina es una sal de amonio cuaternario sintética, que en estado puro es un sólido blanco inodoro, soluble en agua. Tiene propiedades surfactantes y antisépticas, y se utiliza como antimicrobiano tópico en primeros auxilios. Forma parte también de la formulación de algunos cosméticos y pruductos de tocador tales como jabón, enjuagues bucales, ungüentos, y toallitas húmedas antibacterianas. El cloruro de bencetonio se utiliza también en la industria alimenticia como desinfectante de superficies.

## Usos

### Como antimicrobiano
El cloruro de bencetonio exhibe un amplio espectro de actividad antimicrobiana contra bacterias, hongos, mohos y virus. Ensayos independientes muestran que el cloruro de bencetonio es altamente efectivo contra patógenos tales como el Staphylococcus aureus resistente a meticilina,  Salmonella, Escherichia coli, Clostridium difficile, virus hepatitis B (VHB), virus hepatitis C (VHC), virus herpes simple (VHS), virus de inmunodeficiencia humana (VIH), virus respiratorio sincicial (VRS), y norovirus.[cita requerida]
La Food and Drug Administration (FDA) de Estados Unidos especifica que las concentraciones efectivas y seguras de cloruro de bencetonio se encuentran entre el 0,1 y el 0,2% en los productos de primeros auxilios.  Las soluciones acuosas de cloruro de bencetonio so se absorben a través de la piel. No está aprobado ni en Europa ni en los Estados Unidos para su utilización como aditivo alimentario. Siendo una sal de amonio cuaternario, es más tóxico que los surfactantes de carga negativa. Sin embargo, en un estudio de dos años de duración en ratas, no hubo evidencia de actividad carcinogénica.
Se puede obtener bajo los nombres comerciales Salanine, BZT, Diapp, Quatrachlor, Polymine D, Phemithyn, Antiseptol, Disilyn, Phermerol, entre otros.  Se encuentra también en varios extractos de semillas de uva y puede ser utilizado como preservante, como por ejemplo en las preparaciones de los anestésicos ketamina y alfaxalona.

### Otros usos
Adicionalmente a su altamente efectiva actividad antimicrobiana, el cloruro de bencetonio contiene un átomo de nitrógeno cargado positivamente unido en forma covalente a cuatro átomos de carbono. Esta carga positiva favorece su adsorción a la piel y cabello, lo que a su vez contribuye a producir una sensación de suavidad,  además de una duradera y persistente actividad contra microorganismos. Además, esta porción hidrofílica con carga positiva de la molécula lo convierte en un detergente catiónico.
El cloruro de bencetonio se utiliza también en la titulación de la antidad de dodecil sulfato de sodio (SDS) en una mezcla de SDS, cloruro de sodio y sulfato de sodio, utilizando bromuro de dimidio-sulfan blue como indicador.
También precipita produciendo turbidez con polímeros aniónicos en solución acuosa, permitiendo su utilización para estimar la cantidad de tales pollímeros en una muestras. Esta determinación se utiliza en tratamientos de agua comerciales e industriales, en los cuales los polímeros de poliacrilato, polimaleato y sulfonatos se utilizan como dispersantes.
En medio básico se puede utilzar para precipitar proteínas solubles en forma cuantitativa, propiedad que se utiliza para la cuantificación de cantidades muy pequeñas de proteínas en solución acuosa midiendo la turbidez provocada.

### Cloruro de metilbencetonio
El compuesto emparentado (25155-18-4 ) se utiliza para tratar las infecciones por Leishmania mayor.

## Regulación
Algunos datos han sugerido que la exposición prolongada a ingredientes antibacterianos pueden contribuir al desarrollo de resistencia bacteriana o a efectos disruptivos hormonales. Existen algunos datos que sugieren el uso de tales ingredientes en los jabones de uso masivo es más efectivo que el uso de jabón y agua. En septiembre de 2016, la FDA publicó la prohibición del uso de diecinueve antisépticos de uso en productos de lavado. Una regulación particularmente sobre el cloruro de bencetonio, además de otros dos ingredientes similares fue postergado por un año hasta reunir una mayor cantidad de datos.